# Johannes Canter
Johannes Canter (Groningen, 1424 – Groningen, ca. 1497) was een Groninger advocaat, met doctorstitels in de theologie, rechten en geneeskunde.

## Leven
Johannes Canter was afkomstig uit een Groninger patriciërsfamilie. Hij werd opgeleid in het klooster van Aduard, voordat hij zich in 1440 inschreef bij de Faculteit der Letteren van de universiteit in Keulen. Na het behalen van zijn doctorandustitel in 1442 zette hij zijn studies voort in Italië, waar hij college volgde in Turijn en Ferrara. Vanaf 1445 studeerde hij in Leuven. Hij behaalde een doctorstitel in de theologie, rechten en geneeskunde. Johannes Canter werd in zijn werk beïnvloed door het Italiaanse humanisme. Hij was een vriend van Wessel Gansfort en Rudolf Agricola.
Na zijn studies keerde Johannes Canter terug naar Groningen, waar hij zich vestigde als advocaat. Hij trouwde met Abele, met wie hij meerdere kinderen kreeg, waaronder de zonen Johannes jr., Jacobus en Andreas en de dochters Ursula en Ghebbe. Zij woonden in het Canterhuis, een van de oudste huizen van Groningen, waar tegenwoordig het Noordelijk Scheepvaartmuseum is gevestigd.

## Werk
- Johannes Canter, Prognosticum, met opdracht voor keizer Frederik III (Neurenberg, 1487) (Gedigitaliseerd)
- Johannes Canter, Prognosticum, met opdracht voor kardinaal Marcus Barbus, patriarch van Aquileja (Rome, 1489) (Gedigitaliseerd)